# 笠幡站
笠幡站（日语：／ Kasahata eki */?）是位於埼玉縣川越市大字笠幡，屬於東日本旅客鐵道（JR東日本）川越線的鐵路車站。

## 車站構造
本站是地面車站，月台為側式月台1面1線設計。站內設有自動售票機，但不設自動剪票機和自動補票機，只有簡易Suica讀卡器。本站是業務委託站，站員除了駐守此站外，也會輪班駐守此線的西川越站（週末除外）。

### 月台配置
| 路線          | 目的地                         |
| ------------- | ------------------------------ |
| ■川越、八高線 | 川越、高麗川、八王子、高崎方向 |

（來源：JR東日本:車站構內圖）

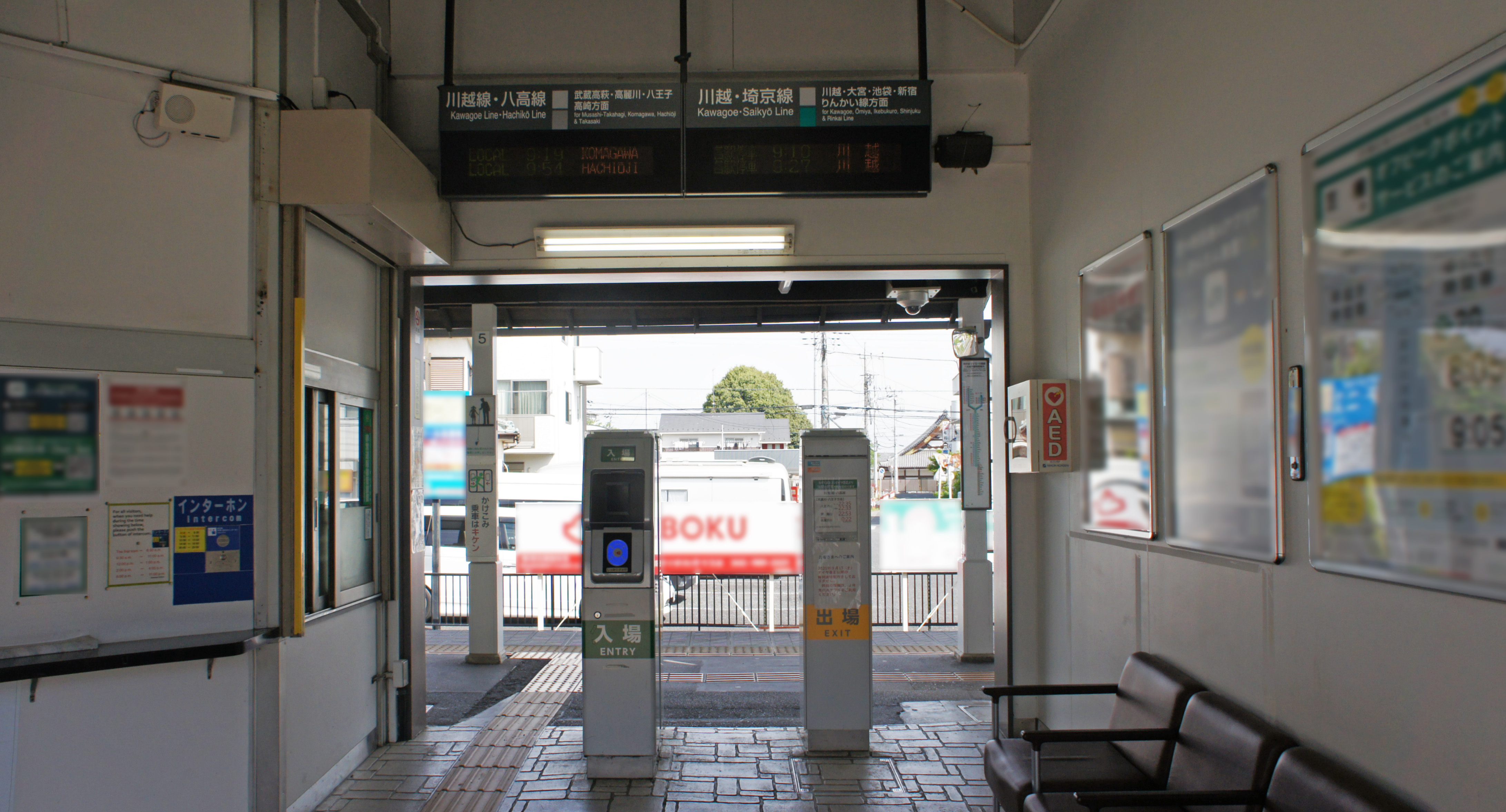
驗票口（2021年4月）
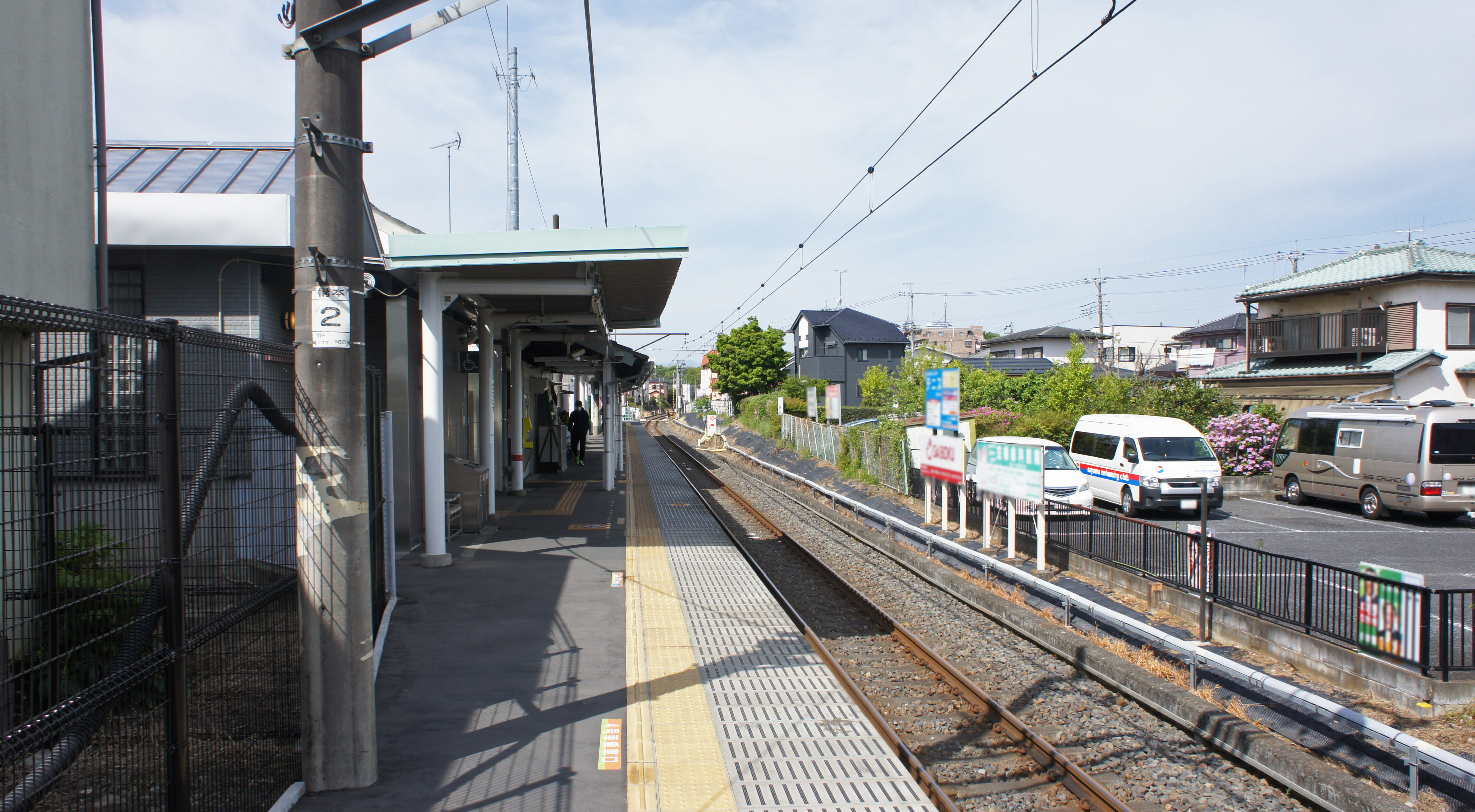
月台（2021年4月）

## 使用情況
2019年（令和元年）1日平均上車人次為2,933人。
1日的平均上車人次如下表。
| 年度               | 1日平均 上車人次 | 來源     |
| ------------------ | ---------------- | -------- |
| 1990年（平成02年） | 2,957            |          |
| 1991年（平成03年） | 3,425            |          |
| 1992年（平成04年） | 3,453            |          |
| 1993年（平成05年） | 3,497            |          |
| 1994年（平成06年） | 3,479            |          |
| 1995年（平成07年） | 3,511            |          |
| 1996年（平成08年） | 3,453            |          |
| 1997年（平成09年） | 3,349            |          |
| 1998年（平成10年） | 3,230            |          |
| 1999年（平成11年） | 3,197            | [ * 1 ]  |
| 2000年（平成12年） | 3,072            | [ * 2 ]  |
| 2001年（平成13年） | 2,948            | [ * 3 ]  |
| 2002年（平成14年） | 2,872            | [ * 4 ]  |
| 2003年（平成15年） | 2,877            | [ * 5 ]  |
| 2004年（平成16年） | 2,863            | [ * 6 ]  |
| 2005年（平成17年） | 2,893            | [ * 7 ]  |
| 2006年（平成18年） | 2,938            | [ * 8 ]  |
| 2007年（平成19年） | 3,002            | [ * 9 ]  |
| 2008年（平成20年） | 2,998            | [ * 10 ] |
| 2009年（平成21年） | 2,957            | [ * 11 ] |
| 2010年（平成22年） | 2,916            | [ * 12 ] |
| 2011年（平成23年） | 2,863            | [ * 13 ] |
| 2012年（平成24年） | 2,942            | [ * 14 ] |
| 2013年（平成25年） | 3,024            | [ * 15 ] |
| 2014年（平成26年） | 2,997            | [ * 16 ] |
| 2015年（平成27年） | 3,010            | [ * 17 ] |
| 2016年（平成28年） | 3,000            | [ * 18 ] |
| 2017年（平成29年） | 2,979            | [ * 19 ] |
| 2018年（平成30年） | 2,956            | [ * 20 ] |
| 2019年（令和元年） | 2,933            |          |

## 历史
- 1940年（昭和15年）7月22日－本站開業。
- 1987年（昭和62年）4月1日－國鐵分割民營化，本站由JR東日本接手管理。
- 2001年（平成13年）11月18日－智能卡系統Suica正式投入服務。
- 2008年（平成20年）1月31日－售票處關閉。

## 相鄰車站
東日本旅客鐵道（JR東日本）
■川越線
的場－笠幡－武藏高萩

### 使用情況
1. ↑  埼玉県統計年鑑 （页面存档备份，存于） - 埼玉県

JR東日本2000年度以後上車人次
1. ↑  各駅の乗車人員（2000年度） （页面存档备份，存于） - JR東日本
2. ↑  各駅の乗車人員（2001年度） （页面存档备份，存于） - JR東日本
3. ↑  各駅の乗車人員（2002年度） （页面存档备份，存于） - JR東日本
4. ↑  各駅の乗車人員（2003年度） （页面存档备份，存于） - JR東日本
5. ↑  各駅の乗車人員（2004年度） （页面存档备份，存于） - JR東日本
6. ↑  各駅の乗車人員（2005年度） （页面存档备份，存于） - JR東日本
7. ↑  各駅の乗車人員（2006年度） （页面存档备份，存于） - JR東日本
8. ↑  各駅の乗車人員（2007年度） （页面存档备份，存于） - JR東日本
9. ↑  各駅の乗車人員（2008年度） （页面存档备份，存于） - JR東日本
10. ↑  各駅の乗車人員（2009年度） （页面存档备份，存于） - JR東日本
11. ↑  各駅の乗車人員（2010年度） （页面存档备份，存于） - JR東日本
12. ↑  各駅の乗車人員（2011年度） （页面存档备份，存于） - JR東日本
13. ↑  各駅の乗車人員（2012年度） （页面存档备份，存于） - JR東日本
14. ↑  各駅の乗車人員（2013年度） （页面存档备份，存于） - JR東日本
15. ↑  各駅の乗車人員（2014年度） （页面存档备份，存于） - JR東日本
16. ↑  各駅の乗車人員（2015年度） （页面存档备份，存于） - JR東日本
17. ↑  各駅の乗車人員（2016年度） （页面存档备份，存于） - JR東日本
18. ↑  各駅の乗車人員（2017年度） （页面存档备份，存于） - JR東日本
19. ↑  各駅の乗車人員（2018年度） （页面存档备份，存于） - JR東日本
20. ↑  各駅の乗車人員（2019年度） （页面存档备份，存于） - JR東日本

埼玉縣統計年鑑
1. ↑  .   [2020-07-31]. （原始内容存档于2020-02-02）.
2. ↑  .   [2020-07-31]. （原始内容存档于2020-02-02）.
3. ↑  .   [2020-07-31]. （原始内容存档于2020-02-02）.
4. ↑  .   [2020-07-31]. （原始内容存档于2020-02-02）.
5. ↑  .   [2020-07-31]. （原始内容存档于2020-02-02）.
6. ↑  .   [2020-07-31]. （原始内容存档于2020-02-02）.
7. ↑  .   [2020-07-31]. （原始内容存档于2020-02-02）.
8. ↑  .   [2020-07-31]. （原始内容存档于2020-02-02）.
9. ↑  .   [2020-07-31]. （原始内容存档于2020-02-02）.
10. ↑  .   [2020-07-31]. （原始内容存档于2020-02-02）.
11. ↑  .   [2020-07-31]. （原始内容存档于2020-02-02）.
12. ↑  .   [2020-07-31]. （原始内容存档于2020-02-02）.
13. ↑  .   [2020-07-31]. （原始内容存档于2020-02-02）.
14. ↑  .   [2020-07-31]. （原始内容存档于2020-02-02）.
15. ↑  .   [2020-07-31]. （原始内容存档于2020-02-02）.
16. ↑  .   [2020-07-31]. （原始内容存档于2020-02-02）.
17. ↑  .   [2020-07-31]. （原始内容存档于2020-02-02）.
18. ↑  .   [2020-07-31]. （原始内容存档于2020-02-02）.
19. ↑  .   [2020-07-31]. （原始内容存档于2020-02-02）.
20. ↑  .   [2020-07-31]. （原始内容存档于2020-03-18）.

## 外部連結
- 車站資訊（笠幡）：東日本旅客鐵道

35°54′27.2232″N 139°24′23.2524″E / 35.907562000°N 139.406459000°E